# Папужник червоноголовий
Папу́жник червоноголовий (Erythrura cyaneovirens) — вид горобцеподібних птахів родини астрильдових (Estrildidae). Ендемік Самоа.

## Опис
Довжина птаха становить 11 см. Голова червона, спина синьо-зелена, горло і груди сині, решта нижньої частини тіла синьо-зелена. Надхвістя і гузка червоні. Хвіст короткий, центральні стернові пера темно-червоні, решта чорнувато-коричневі. Очі карі, дзьоб чорний. Самиці мають дещо світліше, менш яскраве забарвлення, нижня частина тіла у них більш зелена.

## Підвиди
Виділяють два підвиди:
- E. c. gaughrani duPont, 1972 — острів Саваї;
- E. c. cyaneovirens (Peale, 1849) — острів Уполу.

Фіджійські і королівські папужники раніше вважалися підвидами червоноголового папужника, однак були визнані окремими видами.

## Поширення і екологія
Червоноголові папужники живуть у вологих тропічних лісах, на узліссях і галявинах, на луках і плантаціях, в садах. Уникають густих тропічних лісів. Живляться переважно насінням трав'янистих рослин, а також комахами та їх личинками. Гніздо кулеподібне, в кладці 3-4 яйця. Інкубаційний період триває 2 тижні, птешенята покидають гніздо через 3 тижні після вилуплення і стають самостійними у віці 1,5 місяців. 

## Збереження
МСОП класифікує королівських і червоноголових папужників як один вид Erythrura cyaneovirens і класифікує стан збереження цього виду як близький до загрозливого. За оцінками дослідників, популяція королівських папужників становить менше 1000 дорослих птахів, а популяція червоноголових папужників є більшою. Загальна популяція королівських і червоноголових папужників становить від 10 до 20 тисяч дорослих птахів.